# ونیشر
ونیشر (تلفورد پورتر) یک شخصیت خیالی و ابرشرور جهش یافته‌است که در کتاب‌های کمیک آمریکایی منتشر شده توسط مارول کامیکس ظاهر می‌شود. توانایی اصلی ونیشر، دورنوردی است. او معمولاً به عنوان یکی از مخالفان مردان ایکس به تصویر کشیده می‌شود. این شخصیت توسط استن لی و جک کربی خلق شد و اولین بار در فیلم مردان ایکس شماره ۲ (نوامبر ۱۹۶۳) ظاهر شد.
اولین انیمیشن تلویزیونی که این شخصیت در آن حضور دارد، ولورین و مردان ایکس است. او همچنین در لایو اکشن ددپول ۲، که در آن برد پیت او را به تصویر کشید، حضور دارد. شخصیت او در یک بازی ویدئویی نیز وجود دارد.

## تاریخچه انتشار
ونیشر اولین بار در مردان-ایکس غیرطبیعی (نوامبر ۱۹۶۳ ) که توسط نویسنده استن لی و هنرمند جک کربی خلق شده بود ظاهر شد.

## بیوگرافی شخصیت‌های داستانی
ونیشر متولد میلتون، ماساچوست، یک جهش یافته و یک جنایتکار حرفه ای است که توانایی تله‌پورت (رفتن سریع) به هر مکان قابل تصوری را دارد. او مرتکب یک سری جنایات بزرگ شامل ایجاد یک سازمان جنایتکاری بزرگ، سرقت نقشه‌های دفاعی و تلاش برای اخاذی میلیون‌ها دلار از دولت ایالات متحده می‌شود.